# Церква Успіння Пресвятої Богородиці (Ласківці, ПЦУ)
Церква Успіння Пресвятої Богородиці в Ласківцях — парафія і храм Теребовлянського благочиння Тернопільської єпархії Православної церкви України в селі Ласківці Тернопільського району Тернопільської области. Пам'ятка архітектури місцевого значення.

## Історія церкви
У давнину в південній частині Ласківців була збудована дерев'яна церква на честь чуда святого Архистратига Михаїла в Хонах, яка проіснувала до кінця XVI століття. На її місці звели нову дубову церкву, присвячену Успінню Пресвятої Богородиці. Вона простояла до 1864 року, коли завершилося будівництво сучасної мурованої церкви.
Нова церква була урочисто освячена 8 листопада 1846 року, у день святого Димитрія, священником Дмитром Головацьким.
До 1947 року на парафії служив отець Михайло Рокіцький, який запропонував жителям прийняти православну віру, щоб уникнути закриття церкви.
У 1988 році настоятелем став священник Василь Сабат. Під його керівництвом церкву перекрили бляхою, пофарбували, газифікували, провели зовнішній ремонт, оновили іконостас, встановили металопластикові вікна та ковані ворота.

## Парохи
- о. Дмитро Головацький,
- о. Остаповичі,
- о. Киприян Билинкевич (з 1878),
- о. Діонізій Білинський (1909),
- о. Лаврентій Ткачук (1917—1929),
- о. Михайло Рокіцький (до 1947),
- о. Іван Панчишин (28 років прослужив),
- о. Павло Онук,
- о. Василь Сабат (з 1988).